# Рикорда (река, Кунашир)
Рикорда — река в России в южной части острова Кунашир, входящем в состав Большой гряды Курильских островов. Река протекает в восточной части  села Головнино. Впадает в залив Измены Тихого океана. Длина Рикорды — 13 км, наклон – 14,2 м/км. Площадь водосборного бассейна — 229 км².
Река берёт начало у подножий вулкана Головнина и течет в южном направлении до залива Измены. 
Река названа в честь вице-адмирала Рикорда Петра Ивановича (1776-1855). Рикорд вместе с Головниным занимался описанием южных Курильских островов. В 1811 году Головнин, отправившись на остров Кунашир по приглашению японцев, был захвачен в плен. Рикорд, как старший офицер, принял командование шлюпом "Диана" на себя, чем спас всю команду. Позже 7 октября 1813 года путём мирных переговоров добился освобождения Головнина.

## Данные водного реестра
По данным государственного водного реестра России относится к Амурскому бассейновому округу. Речной бассейн — бассейны рек острова Сахалин. Водохозяйственный участок — Курильские острова.
Код водного объекта 20050000312118300010973.